# Roberto de St. Albans
Roberto de St. Albans (morto em Jerusalém, 1187) foi um cavaleiro templário inglês que se converteu do catolicismo ao islã em 1185. Em 1187, liderou um exército para Saladino contra os cruzados durante a Batalha de Hatim, bem como a reconquista de Jerusalém, que na época estava sob controle dos francos.
Roberto se casou com a sobrinha de Saladino, mas morreu pouco tempo depois. Afirma-se que "ele devastou a região ao redor de Nablus e foi morto nos arredores de Jerusalém em 1187".
Sua conversão causou grande desolação entre os cristãos e ocasionou hostilidade em relação aos cavaleiros templários em geral.